# Villa Simon Bolívar
Villa Simon Bolívar ist eine Landstadt im Departamento Santa Cruz im südamerikanischen Anden-Staat Bolivien.

## Lage im Nahraum
Villa Simon Bolívar war bis zum Jahr 2012 zweitgrößter Ort des Kanton La Guardia im Municipio La Guardia in der Provinz Andrés Ibáñez. Die Stadt liegt auf einer Höhe von 485 m am rechten Ufer des Río Piraí. Mit Wirkung der Volkszählung von 2012 ist die Stadt Villa Simón Bolívar nicht mehr als eigenständige Stadt notiert, sondern jetzt ein Stadtteil der Stadt La Guardia.

## Geographie
Villa Simon Bolívar liegt im tropischen Feuchtklima am Ostrand der Anden-Gebirgskette der Cordillera Oriental. Die Region war vor der Kolonisierung von tropischem Feuchtwald bedeckt, ist heute aber größtenteils Kulturland. Die mittlere Durchschnittstemperatur der Region liegt bei knapp 25 °C, der Jahresniederschlag beträgt etwa 1300 mm. Die Monatsdurchschnittstemperaturen schwanken zwischen 20 °C im Juli und 28 °C im Dezember, die Monatsniederschläge sind ergiebig und liegen zwischen 40 mm im August und 200 mm im Januar.

## Verkehrsnetz
Vom Zentrum von Santa Cruz, der Hauptstadt des Departamentos, führt die asphaltierte Nationalstraße Ruta 7 als vierspurige "Avenida Grigotá" zwölf Kilometer in südwestlicher Richtung bis zum Abzweig der Ruta 9 in südöstlicher Richtung. Zwei Kilometer hinter der Abzweigung liegt Villa Simón Bolívar links der Ruta 7, die Straße führt dann weiter über das Zentrum von La Guardia weiter nach Cochabamba.

## Bevölkerung
Die Einwohnerzahl der Ortschaft ist in dem Jahrzehnt zwischen den Volkszählungen 1992 und 2001 auf fast das Vierfache angestiegen. Detaildaten der aktuellen Volkszählung von 2012 liegen derzeit nicht vor:
| Jahr | Einwohner         | Quelle       |
| ---- | ----------------- | ------------ |
| 1992 | 1173              | Volkszählung |
| 2001 | 4354              | Volkszählung |
| 2012 | keine Detaildaten | Volkszählung |